# Nanghaithya
În mitologia persană, Nanghaithya este zeița nemulțumirii, a supărării, aparține grupului Daevas, oponentul ei fiind Armati.  